# عشقة (إب)

تعديل مصدري - تعديل

عشقة محلة تابعة لقرية منزل الشعراني، التابعة لعزلة بني محرم بمديرية إب إحدى مديريات محافظة إب في الجمهورية اليمنية.، بلغ تعداد سكانها 154 حسب تعداد اليمن لعام 2004.